# 関右馬允
関 右馬允（せき うまのじょう、1888年〈明治21年〉7月23日- 1973年〈昭和48年〉12月19日）は、明治期の茨城県日立市周辺で発生した日立鉱山の鉱害問題で久慈郡中里村入四間の住民側代表として会社側と対策交渉にあたった人物。新田次郎の小説『ある町の高い煙突』及びそれを原作とした同名映画の主人公である関根三郎のモデルとなった。

## 年譜
- 1888年（明治21年） - 茨城県那珂郡川田村枝川の菊池家にて生まれる。幼名は三郎。
- 1902年（明治35年） - 母の生家である茨城県久慈郡中里村入四間の関家の養子となる。
- 1904年（明治37年） - 茨城県立太田中学校（現在の茨城県立太田第一高等学校）を病気により中退する。
- 1911年（明治44年） - 茨城県太田町入四間3集落の煙害調査委員会委員長となる。
- 1914年（大正3年） - 5代目関右馬允を襲名する。
- 1915年（大正4年） - 煙害対策のために建設された日立鉱山大煙突が通煙を開始する。
- 1932年（昭和7年） - 茨城県久慈郡中里村長に就任する（翌年退任）。
- 1973年（昭和48年） - 死去

## 主要著作
- 『茨城県巨樹老木誌』（上巻）（1936年、高和書店）
- 『茨城県巨樹老木誌』（下巻）（1940年、高和書店）
- 『日立鉱山煙害問題昔話』（1963年、郷土ひたち文化研究会）